# Xingguo
För andra betydelser, se Xingguo (olika betydelser).
Xingguo, tidigare romaniserat Hingkwo, är ett härad som lyder under Ganzhous stad på prefekturnivå i Jiangxi-provinsen i södra Kina.

## Historia
Under första hälften av 1930-talet var Xingguo bland de härad som kontrollerades av den Kinesiska sovjetrepubliken. Det kommunistiska högkvarteret 1929-33 (Xingguo geming jiuzhi, 兴国革命旧址) uppfördes 2006 på Folkrepubliken Kinas lista över kulturella minnesmärken.